# Colóquio Walter Lippmann
O Colóquio Walter Lippmann, em francês Colloque Walter Lippmann, foi uma conferência de intelectuais organizada em Paris em agosto de 1938 pelo filósofo francês Louis Rougier.  Depois que o interesse no liberalismo clássico diminuiu nas décadas de 1920 e 1930, o objetivo era construir um novo liberalismo como uma rejeição do coletivismo, do socialismo e do  liberalismo laissez-faire. Na reunião o termo neoliberalismo foi cunhado por Alexander Rustow referindo-se à rejeição do (antigo) laissez-faire.
O nome foi escolhido para homenagear o jornalista americano Walter Lippmann. O livro de Lippmann An Enquiry into the Principles of the Good Society  tinha sido traduzido para o francês como La Cité libre  e foi discutido em detalhe na reunião. Vinte e seis intelectuais, incluindo alguns dos mais proeminentes pensadores liberais, participaram do encontro entre eles Walter Lippmann, os alemães Ordoliberais como Wilhelm Röpke e Alexander Rustow, os teóricos da Escola Austríaca Friedrich Hayek e Ludwig von Mises. Walter Eucken foi convidado para o colóquio, mas foi não recebeu permissão pelo governo Nazista para deixar a Alemanha. Outros participantes franceses incluíram Raymond Aron, Robert Marjolin, Louis Rougier, e Jacques Rueff.
Os participantes optaram por criar uma organização para promover o liberalismo, o Comité international d'étude pour le renouveau du libéralisme (CIERL). Embora CIERL teve poucas conseqüências por causa da guerra, inspirou Friedrich Hayek na criação do pós-guerra da Sociedade Mont Pèlerin.